# Mucronea
Mucronea es un género de plantas pertenecientes a la familia Polygonaceae.  Comprende 2 especies descritas y aceptadas.

## Taxonomía
El género fue descrito por  George Bentham  y publicado en Transactions of the Linnean Society of London 17(3): 405, 419, pl. 20. 1836.  La especie tipo es: Mucronea californica Benth.	Rolfe	

## Especies aceptadas
A continuación se brinda un listado de las especies del género Mucronea aceptadas hasta mayo de 2014, ordenadas alfabéticamente. Para cada una se indica el nombre binomial seguido del autor, abreviado según las convenciones y usos. 
- Mucronea californica Benth.
- Mucronea perfoliata (A. Gray) A. Heller